# Madasumma assamensis
Madasumma assamensis är en insektsart som beskrevs av Lucien Chopard 1969. Madasumma assamensis ingår i släktet Madasumma och familjen syrsor. Inga underarter finns listade i Catalogue of Life.